# Кориолисов ефекат
Кориолисов ефекат је појава закривљења праволинијске путање објекта који се креће у ротирајућем координатном систему. Ефекат је добио име по Гаспару-Густаву Кориолису, француском научнику, који је појаву описао 1835. године, математички обрађујући једначину плимног таласа научника Лапласа из 1778. године. Један од видљивих примера је скретање ветра удесно на Северној хемисфери и лево на Јужној хемисфери. Овај ефекат је последица ротације Земље и узрок је правца ротације циклона. Последица такве појаве је да ветрови који на северној хемисфери скрећу удесно, стварају циклоне који се крећу око центра ротације супротно кретању казаљке на сату. На Јужној хемисфери ветрови скрећу улево и стварају циклоне који се крећу око центра ротације у правцу казаљке на сату.
Кориолисов ефекат је узрокован Кориолисовом силом, која се јавља у једначинама кретања у ротирајућем координатном систему. Понекад ову силу зову и привидна сила (или псеудо сила), зато што се не манифестује када се посматра кретање унутар координатног система. Без обзира на одабрани модел координатног система, кретање је увек исто. Унутар координатног система, стварна сила деловања, заједно са унутрашњом силом, је довољна да објасни кретање. У ротирајућем координатном Кориолисова сила и центрифугална сила су потребне у једначини да би се описало кретање.
Супротно увреженом мишљењу, Кориолисов ефекат није најодговорнији за правац ротације воде у кади, тоалету и сливнику (погледај наредне пасусе овог чланка).

## Формула
Формула Кориолисовог убрзања гласи :
{\displaystyle {\vec {a}}_{C}=-2\,{\vec {\omega }}\times {\vec {v}}}
где је (у једначини изнад и испод) {\displaystyle {\vec {v}}} брзина елемената ротирајућег координатног система, и {\displaystyle {\vec {\omega }}} вектора угаоне брзине (чији је интензитет једнак учесталости ротације и паралелан са осом ротације) у ротирајућем координатном систему. Једначину можемо помножити са масом посматраног објекта, и за производ добијамо јачину Кориолисове силе
{\displaystyle {\vec {F}}_{C}=-2\,m\,{\vec {\omega }}\times {\vec {v}}}.
Види привидну силу за варијације.

## Аспекти Кориолисовог ефекта
Земља ротира, што је чини спљоштеном на половима. Вектор који представља праву гравитацију може се разложити на компоненту која је нормална на површину и на компоненту нормалну на осу ротације Земље. Компонента стварне гравитације делује нормално на Земљину осу остварујући силу која држи објекте на истој географској ширини.
Теоретски у случају савршено округлог небеског тела које ротира, сва вода и ваздух би се скупљала на екватору.
Свака компонента праве гравитационе силе има различито деловање: ефекат нормално на површину је компонента која објекте држи чврсто на површини; ефекат нормално на земљину осу је компонента која све објекте доводи у стање мировања у односу на Земљу на истој географској дужини, а када не би постојала сви објекти би „клизали“ према екватору.

## Пражњење када и тоалета
Уврежено је мишљење да је Кориолисов ефекат одговоран за смер окретања воде која истиче из каде. Према овоме се вода увек окреће на једну страну на северној хемисфери а супротан смер има на јужној хемисфери. Ово је добило размере урбане легенде па је чак поменуто у једној епизоди цртане серије Симпсонови и у једној епизоди Досије икс серијала. Поред овога неколико научних емисија па и књига (укључујући више књига које обрађују проблем на нивоу факултетског познавања физике) су навеле ову нетачну тврдњу.
Многи који су погрешно схватили начин деловања и размере величине Кориолисове силе тврде да се вода на северној хемисфери окреће у смеру казаљке на сату, а на јужној у супротно од кретања казаљке. Наравно, ово такође значи да вода из каде на екватору отиче без кружног кретања у сливнику. Ово су управо супротни смерови од оних који би требало да буду последица деловања Кориолисове силе. Додатно, Кориолисова сила је неколико редова величина мања од разних променљивих фактора који утичу на брзину и кретање млаза приликом истицања воде. Првенствено је битна геометрија каде, тоалета, одвода и цеви као и геометрија тока воде кад се првобитно пусти да тече. На пример, претпоставимо каду у којој је вода дубине 60 cm и потиче отицање смањивањем нивоа за 3 cm, што даје градијент притиска од 500 N/m3. Нека млаз из каде истиче брзином од 50 cm/s. На географској ширини 45 степени ово даје пораст Кориолисовог убрзања за 0.05 N/m3, што је око 0,01% од градијента притиска.
Већина тоалета пушта воду само у једном правцу. Уколико би се намерно пустила вода да у првом моменту крене у другу страну, она би наставила и даље тако да отиче.
Земља се окрене за један дан, док кади треба минут да се испразни (тоалету за неколико секунди). Када се вода пусти да тече, брзина вртложења се повећава у зависности од удаљености од одвода због очувања угаоног момента (разлог зашто клизач скупља руке да би се брже окретао). Као што је приказано у образовном видео материјалу који је снимио Ашер Шапиро 1961. године, ово може открити ефекте Кориолисове силе на смер вртложења, али под контролисаним лабораторијским условима.

### Физика и метеорологија
- Coriolis, G.G. (1832), Mémoire sur le principe des forces vives dans les mouvements relatifs des machines. Journal de l'école Polytechnique, Vol 13, 268-302.
 (Original article [in French], PDF-file, 1.6 MB, scanned images of complete pages.)
- Coriolis, G.G. (1835), Mémoire sur les équations du mouvement relatif des systèmes de corps. Journal de l'école Polytechnique, Vol 15, 142-154
 (Original article [in French] PDF-file, 400 KB, scanned images of complete pages.)
- Gill, AE (1982). Atmospher-Ocean dynamics. Academic Press.
- Durran, D. R., 1993: Is the Coriolis force really responsible for the inertial oscillation?, Bull. Amer. Meteor. Soc., 74, 2179–2184; Corrigenda. Bulletin of the American Meteorological Society, 75, 261
- Durran, D. R., and S. K. Domonkos (1996). „An apparatus for demonstrating the inertial oscillation” (PDF). Bulletin of the American Meteorological Society. 77: 557—559., 557–559.
- Marion, Jerry B.
- Persson, A. (1998), How do we Understand the Coriolis Force? (PDF) Bulletin of the American Meteorological Society 79, 1373-1385.
- Symon, Keith. (1971), Mechanics, Addison-Wesley
- Benjamin Franklin Medal in Earth Science. 81 (2): 299—303. Недостаје или је празан параметар |title= (помоћ)
- Coriolis, G. G., 1835: „Mémoire sur les équations du mouvement relatif des systèmes de corps.”. Journal de l'école Polytechnique. 15: 142—154., pp. 142–154 
 („Original article” (PDF). Архивирано на веб-сајту  (27. септембар 2007) [in French] PDF file, 400 KB, scanned images of complete pages.)
- Gill, A. E. (1982). Atmosphere-Ocean dynamics. Academic Press.
- Ehrlich, Robert (1990). Turning the World Inside Out and 174 Other Simple Physics Demonstrations. Princeton University Press. стр. Rolling a ball on a rotating turntable; p. 80 ff. ISBN 978-0-691-02395-3.
- Kageyama, Akira; Hyodo, Mamoru (2006). „Eulerian derivation of the Coriolis force”. Geochemistry, Geophysics, Geosystems. 7 (2). Bibcode:2006GGG.....7.2009K. S2CID 13129976. arXiv:physics/0509004v2 . doi:10.1029/2005GC001132.
- James F. Price: A Coriolis tutorial Woods Hole Oceanographic Institute (2003)
- McDonald, James E. (мај 1952). „The Coriolis Effect” (PDF). Scientific American. 186 (5): 72—78. Bibcode:1952SciAm.186e..72M. doi:10.1038/scientificamerican0552-72. Архивирано из оригинала (PDF) 21. 03. 2016. г. Приступљено 4. 1. 2016. „Everything that moves over the surface of the Earth – water, air, animals, machines and projectiles – sidles to the right in the Northern Hemisphere and to the left in the Southern”. Elementary, non-mathematical; but well written.

### Историја
- Grattan-Guinness, I., Ed., 1994: Companion Encyclopedia of the History and Philosophy of the Mathematical Sciences. Vols. I and II. Routledge, 1840 pp.
 1997: The Fontana History of the Mathematical Sciences. Fontana, 817 pp. 710 pp.
- Khrgian, A. (1970), Meteorology—A Historical Survey. Vol. 1. Keter Press, 387 pp.
- Kuhn, T. S., 1977: Energy conservation as an example of simultaneous discovery. The Essential Tension, Selected Studies in Scientific Tradition and Change, University of Chicago Press, 66–104.
- Kutzbach, G. (1979). The Thermal Theory of Cyclones. A History of Meteorological Thought in the Nineteenth Century. Amer. Meteor. Soc. ISBN 978-1-940033-80-8.